# HD 20041
HD 20041，又名BD+56 798，SAO 23903、HR 964，是一颗恒星，视星等为5.79，位于銀經141.57，銀緯-0.41，其B1900.0坐标为赤經3h 8m 8s，赤緯+56° -0.41′ 5″。